# Дорсет (округ)
Дорсет — це унітарна влада в церемоніальному графстві Дорсет, Англія, яка виникла 1 квітня 2019 року. Він охоплює всі церемоніальні округи, за винятком Борнмута, Крайстчерча та Пула . Радою округу є Рада Дорсета, яка фактично була реорганізована Радою округу Дорсет, щоб на неї були покладені повноваження та обов’язки п’яти окружних рад, які також були скасовані, і позбулася часткової відповідальності та повноважень у Крайстчерчі.

## Історія та статутний процес

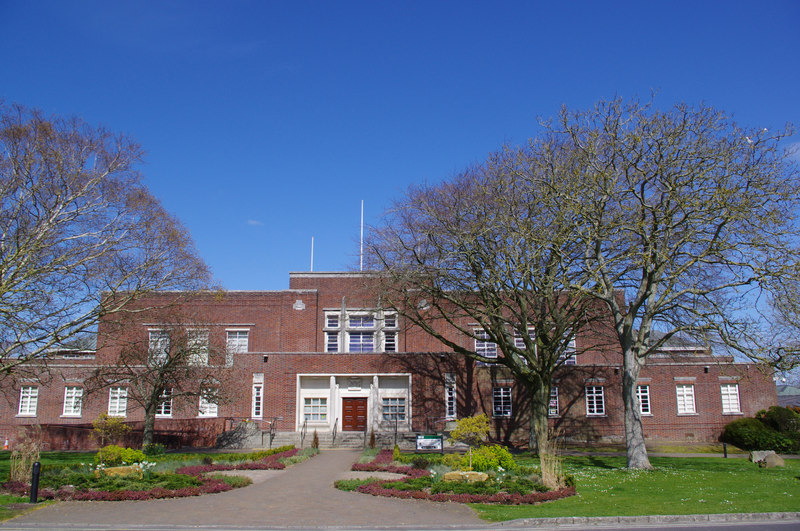
Графська рада

Статутні документи для реорганізації Дорсета (щодо місцевого самоврядування) були прийняті в травні 2018 року. Вони реалізували план майбутнього Дорсета, згідно з яким усі ради, які тоді існували в окрузі, були скасовані та замінені двома новими унітарними органами влади 1 квітня 2019 року.
- Унітарні органи влади Борнмута і Пула об’єдналися з неметричним округом Крайстчерч, щоб створити єдину унітарну владу під назвою Рада Борнмута, Крайстчерча і Пула, яка з тих пір створила абревіатуру BCP для більшої частини своєї роботи та зручностей для обслуговування прибережної агломерації.
- Веймут і Портленд, Західний Дорсет, Північний Дорсет, Пурбек і Східний Дорсет (не столичні округи) об’єднані з функціями, покладеними на Раду округу Дорсет, утворивши Раду Дорсет[4].

## Обґрунтування та інші ланки влади
Що стосується рішень щодо планування, автомагістралей, прибирання, освіти та соціальної допомоги, не залишається ніякої плутанини щодо потенційно відповідного органу (включаючи час від часу відкритий конфлікт повноважень/обов’язків) між двома рівнями місцевого самоврядування (що може мати місце, коли окружні та районні ради) співіснують).
Значна економія (економія масштабу) випливає з одного висококваліфікованого та добре оплачуваного керівника та одного органу рад у порівнянні з шістьма різними функціями. На місцевому рівні вже давно доведено, що заходи спільної роботи сприяють ефективному комбінованому підходу. Це забезпечує кращу цінність для платників ставок.
Щоб розвіяти побоювання дефіциту демократії, населення району ради, приблизно 367 000, є меншим, ніж у найбільш густонаселених і складних або більших унітарних органах влади, таких як міська рада Бірмінгема (обслуговує понад 1 000 000 осіб) і рада Вілтшира (охоплює більшу територію).
Переважна більшість території унітарної влади зберігає інший рівень місцевого самоврядування, маючи цивільну парафію, пізньокторіанську інновацію, яка була зведена до консультативного планування та другорядної ролі зручностей, таких як спільне фінансування заходів, свят, пішохідних доріжок і спортивних споруд протягом 20 століття. Фінансування цивільних парафій здійснюється через невеликий податковий додаток до міського податку, відомий як припис цивільної парафії.